# ОпенБоР
ОпенБоР (на английски: OpenBoR или на английски: Open Beats of Rage) е виртуална конзола и двигател за 2D компютърни игри.
Игрите произведени за OpenBoR са основно в аркадния жанр beat 'em up, но се срещат и в shoot 'em up (като играта Contra Locked’n’Loaded), и също може да възпроизведе RPG игри и дори двубои 1-на-1 (например, Street Fighter Ultimate Collection или Art of Fighting).
Този софтуер води своето начало от ноември 2003 г. и е пригоден за операционната система на Woindows, като към 2021 година, конзолата вече е съвместима и функционира при почти всички популярни операционни системи, като Windows, PSP и Android и за нея са представени стотици заглавия.
Софтуерът на ОпенБоР притежава BSD лиценз. Той се обслужва изцяло от доброволци и всички продукти представени под лиценз на ОпенБоР са свободни за употреба, съгласно изискванията на лиценза.
Потребителски интерфейс – OpenGL, SDL

## История
Историята и концепцията на играта са вдъхновени от сериите на SEGA и SNK – Streets of Rage и The King of Fighters.
ОпенБоР води своето начало от 2003 г. като игра създадена от независими разработчици и под свободен лиценз. Това са разработчиците от Senile Team, а играта, която те създават се нарича Beats of Rage (BoR). До 2006 година тя се разпространява стремително, като почитателите ѝ се умножават. От страна на Senile Team не са полагани усилия за реклама и презентация. Beats of Rage се разпространява от уста на уста и до 2006 г. са изтеглени повече от един милион нейни копия. Понастоящем Senile Team не участват в развитието на играта или нейния двигател, но след този динамичен възход, разработчикът под псевдоним kirby2000 получава изходния код на приложението, както и разрешение да продължи работата по него. Този нов проект, вече се нарича ОпенБоР (OpenBoR). С включването на друг програмист, под псевдоним SumoIX, се сформира и стабилен OpenBoR тим, който активно полага усилия за развитието на тази платформа. В днешно време активна среда за развитие на нови проекти е форумът Chrono Crash. Последната излязла версия на двигателя към 14 септември 2021 е OpenBOR 4.0 Alpha от 9 декември 2019 г.

## Значимост

### Наследство
Двигателят е устроен така, че да предлага лесна подмяна на основните компоненти на произведението. Той е модулно конструиран и модулите могат да бъдат заменяни лесно с нови модове. По този начин, могат да бъдат изградени нови декори, нови герои и да бъде добавен нов сценарий. Практически всеки краен потребител може да произведе своя собствена игрална история и да я задвижи чрез двигателя на Beats of Rage.
Към 2021 г. могат да бъдат открити стотици заглавия, приложени за изтегляне. Това са най-вече римейкове на 2D. аркадни игри, като Final Fight и Streets of Rage, Golden Axe или Double Dragon, както и множество ремикси на собствената марка Beats of Rage, като са пресъздадени с качествата на модерните технологии. Всички игри ползващи двигателя на ОпенБоР и предоставени за свободно изтегляне от техните създатели са свободни, както за игра така и за ремоделиране, според изискванията за прилагане на лицензите и авторското право на авторите.
Активно се дискутира и възможността на този двигател да задвижва и софтуер или да бъде част от продукт, предназначен за търговска употреба.

### Културен обмен
Поради естеството на свободния за разпространение характер на ОпенБоР, този двигател набира популярност сред любителите и феновете. Често екипите създаващи някоя игра, са от различни страни и дори континенти.

### = Разпространение
Въпреки че, игрите на ОпенБоР, както и двигателят, имат своето присъствие във виртуалния свят, творческите общности почти не отделят средства за реклама и разпространение. Софтуерът и игрите присъстват свободно в интернет.

### Нови концепции
Естеството и неофициалният характер на продукциите произведени чрез ОпенБоР, позволява на творците да създават алтернативни проекти и сюжетни линии и развиват изцяло нови игрални концепции. Новите игри, почти винаги са издържани в традиционния за ОпенБоР жанр, които е beat 'em up.
Така например, римейковете на класически V.S. (двубой) издания, като Street Fighter (с римейк Fighting Street) или World Heroes (с римейк World Heroes Supreme Justice Extra) вече не представят турнир по бойни изкуства, а представляват едно дълго пътешествие и борба срещу много противници.